# Iggingen
Iggingen är en kommun och ort i Ostalbkreis i regionen Ostwürttemberg i Regierungsbezirk Stuttgart i förbundslandet Baden-Württemberg i Tyskland.
Kommunen ingår i kommunalförbundet Leintal-Frickenhofer Höhe tillsammans med kommunerna Eschach, Göggingen, Leinzell, Obergröningen och Schechingen.